# Ligne 2 du métro de Séoul
Pour les articles homonymes, voir Ligne 2.
La ligne 2 du métro de Séoul (en coréen : 서울 지하철 2호선 et officiellement en anglais : Seoul Subway Line 2) , dite aussi ligne verte ou ligne circulaire, est une ligne circulaire du métro de Séoul. La ligne allant dans le sens des aiguilles d'une montre est appelée « ligne circulaire intérieure » (Hangeul : 내선순환) et celle qui va dans le sens inverse est appelée « ligne circulaire extérieure » (Hangeul : 외선순환). Ligne la plus fréquentée du réseau, elle est également la plus longue ligne de métro circulaire au monde, avec ses 60,2 km de longueur.
Les rames circulent toutes les cinq à six minutes en temps normal et toutes les trois minutes en heure de pointe.

## Situation sur le réseau

Plan du réseau du métro de Séoul (2023)

## Historique

### Chronologie
- 31 octobre 1980 : ouverture, 14,3 km, Sinseol-dong à Complexe sportif[1],
- 23 décembre 1982 : ouverture, 5,5 km, Complexe sportif à Université nationale de pédagogie de Séoul[1],
- 16 septembre 1983 : ouverture, 8 km, Seongsu à Euljiro 1-ga[1],
- 17 décembre 1983 : ouverture, 6,7 km, Université nationale de pédagogie de Séoul à Université nationale de Séoul[1],
- 22 mai 1984 : ouverture, 19,2 km, Hôtel de Ville à Université nationale de Séoul[1],[2]
- 22 mai 1992 : Mise en service du tronçon Sindorim - Mairie du quartier de Yangcheon sous le nom de branche de Sinjeong
- 29 février 1996 : Extension de la branche de Sinjeong avec l'ouverture de la station de Sinjeongnegeori
- 20 mars 1996 : Ouverture de la station de Kkachisan en guise de prolongement de la branche de Sinjeong
- 20 octobre 2005 : Ouverture de la station de Yongdu sur la branche de Seongsu
- 29 décembre 2010 : La ligne 2 est connectée à l'aéroport international d'Incheon via l'AREX à la station de l'Université de Hongik

### Histoire
La ligne 2 a été construite de 1978 à 1984 simultanément avec la branche de Seongsu (la seconde branche, celle de Sinjeong, a été construite entre 1989 et 1995). Le pont de Dangsan a été fermé pour être reconstruit en 1996 et a rouvert le 22 novembre 1999. Le vieux pont de poutres en acier a été remplacé par un pont de béton de 1.3 km de long entre Dangsan situé sur la rive sud du Han et Hapjeong situé sur la rive nord.  La ligne relie le centre-ville, Gangnam, Teheranno, Seoul National University, Hongdae et les complexes COEX/Centre de commerce mondial de Séoul.
Le 20 octobre 2005, la station de métro de Yongdu fut ouverte, et fut la première station de métro à être munie de portes palières. Depuis 2008, toutes les autres stations de la ligne 2 en sont équipées. Un nouveau matériel roulant ferroviaire fut aussi progressivement introduit sur la ligne, remplaçant les anciennes rames.

#### Plan

Plan de la ligne.

## Infrastructure

### Stations

#### Liste sur ligne circulaire
|     |                                                                                        |   |     |      |       |                 |  |  |  |  |
| 201 | Hôtel de Ville                                                                         |   | -   | 0.0  | Séoul | Jung-gu         |  |  |  |  |
| 202 | Euljiro 1(il)-ga                                                                       | - | 0.7 | 0.7  | Séoul | Jung-gu         |  |  |  |  |
| 203 | Euljiro 3(sam)-ga                                                                      |   | 0.8 | 1.5  | Séoul | Jung-gu         |  |  |  |  |
| 204 | Euljiro 4(sa)-ga                                                                       |   | 0.6 | 2.1  | Séoul | Jung-gu         |  |  |  |  |
| 205 | Parc culturel & historique de Dongdaemun                                               |   | 1.0 | 3.1  | Séoul | Jung-gu         |  |  |  |  |
| 206 | Sindang                                                                                |   | 0.9 | 4.0  | Séoul | Jung-gu         |  |  |  |  |
| 207 | Sangwangsimni                                                                          | - | 0.9 | 4.9  | Séoul | Seongdong-gu    |  |  |  |  |
| 208 | Wangsimni                                                                              |   | 0.8 | 5.7  | Séoul | Seongdong-gu    |  |  |  |  |
| 209 | Université de Hanyang                                                                  | - | 1.0 | 6.7  | Séoul | Seongdong-gu    |  |  |  |  |
| 210 | Ttukseom                                                                               | - | 1.1 | 7.8  | Séoul | Seongdong-gu    |  |  |  |  |
| 211 | Seongsu                                                                                | - | 0.8 | 8.6  | Séoul | Seongdong-gu    |  |  |  |  |
| 212 | Université de Konkuk                                                                   |   | 1.2 | 9.8  | Séoul | Gwangjin-gu     |  |  |  |  |
| 213 | Guui (Mairie de Gwangjin)                                                              | - | 1.6 | 11.4 | Séoul | Gwangjin-gu     |  |  |  |  |
| 214 | Gangbyeon (Terminal des bus de Séoul-Est)                                              | - | 0.9 | 12.3 | Séoul | Gwangjin-gu     |  |  |  |  |
| 215 | Jamsillaru                                                                             | - | 1.8 | 14.1 | Séoul | Songpa-gu       |  |  |  |  |
| 216 | Jamsil (Mairie de Songpa)                                                              |   | 1.0 | 15.1 | Séoul | Songpa-gu       |  |  |  |  |
| 217 | Jamsilsaenae                                                                           | - | 1.2 | 16.3 | Séoul | Songpa-gu       |  |  |  |  |
| 218 | Complex Sportif                                                                        |   | 1.2 | 17.5 | Séoul | Songpa-gu       |  |  |  |  |
| 219 | Samseong (World Trade Center de Seoul)                                                 | - | 1.0 | 18.5 | Séoul | Gangnam-gu      |  |  |  |  |
| 220 | Seolleung                                                                              |   | 1.3 | 19.8 | Séoul | Gangnam-gu      |  |  |  |  |
| 221 | Yeoksam                                                                                | - | 1.2 | 21.0 | Séoul | Gangnam-gu      |  |  |  |  |
| 222 | Gangnam                                                                                |   | 0.8 | 21.8 | Séoul | Gangnam-gu      |  |  |  |  |
| 223 | Université nationale de pédagogie de Séoul (Bureaux de la Cour et du procureur public) |   | 1.2 | 23.0 | Séoul | Seocho-gu       |  |  |  |  |
| 224 | Seocho                                                                                 | - | 0.7 | 23.7 | Séoul | Seocho-gu       |  |  |  |  |
| 225 | Bangbae                                                                                | - | 1.7 | 25.4 | Séoul | Seocho-gu       |  |  |  |  |
| 226 | Sadang                                                                                 |   | 1.6 | 27.0 | Séoul | Dongjak-gu      |  |  |  |  |
| 227 | Nakseongdae                                                                            | - | 1.7 | 28.7 | Séoul | Gwanak-gu       |  |  |  |  |
| 228 | Université nationale de Séoul (Mairie de Gwanak)                                       | - | 1.0 | 29.7 | Séoul | Gwanak-gu       |  |  |  |  |
| 229 | Bongcheon                                                                              | - | 1.0 | 30.7 | Séoul | Gwanak-gu       |  |  |  |  |
| 230 | Sillim                                                                                 |   | 1.1 | 31.8 | Séoul | Gwanak-gu       |  |  |  |  |
| 231 | Sindaebang                                                                             | - | 1.8 | 33.6 | Séoul | Dongjak-gu      |  |  |  |  |
| 232 | Complexe numérique de Guro                                                             | - | 1.1 | 34.7 | Séoul | Guro-gu         |  |  |  |  |
| 233 | Daerim (Mairie de Guro)                                                                |   | 1.1 | 35.8 | Séoul | Guro-gu         |  |  |  |  |
| 234 | Sindorim                                                                               |   | 1.8 | 37.6 | Séoul | Guro-gu         |  |  |  |  |
| 235 | Mullae                                                                                 | - | 1.2 | 38.8 | Séoul | Yeongdeungpo-gu |  |  |  |  |
| 236 | Mairie d'Yeongdeungpo-gu                                                               |   | 0.9 | 39.7 | Séoul | Yeongdeungpo-gu |  |  |  |  |
| 237 | Dangsan                                                                                |   | 1.1 | 40.8 | Séoul | Yeongdeungpo-gu |  |  |  |  |
| 238 | Hapjeong                                                                               |   | 2.0 | 42.8 | Séoul | Mapo-gu         |  |  |  |  |
| 239 | Université de Hongik                                                                   |   | 1.1 | 43.9 | Séoul | Mapo-gu         |  |  |  |  |
| 240 | Sinchon                                                                                | - | 1.3 | 45.2 | Séoul | Mapo-gu         |  |  |  |  |
| 241 | Université des femmes Ewha                                                             | - | 0.8 | 46.0 | Séoul | Mapo-gu         |  |  |  |  |
| 242 | Ahyeon                                                                                 | - | 0.9 | 46.9 | Séoul | Mapo-gu         |  |  |  |  |
| 243 | Chungjeongno (Université de Kyonggi)                                                   |   | 0.8 | 47.7 | Séoul | Seodaemun-gu    |  |  |  |  |
| 201 | Hôtel de Ville                                                                         |   | 1.1 | 48.8 | Séoul | Jung-gu         |  |  |  |  |
|     |                                                                                        |   |     |      |       |                 |  |  |  |  |

#### Liste sur branche Seongsu
L'exploitation de la branche est séparée de la ligne circulaire.
|       |                               |   |             |     |     |       |               |  |  |  |
| 211   | Seongsu                       |   | Aérienne    | -   | 0.0 | Séoul | Seongdong-gu  |  |  |  |
| 211-1 | Yongdap                       | - | Surface     | 2.3 | 2.3 | Séoul | Seongdong-gu  |  |  |  |
| 211-2 | Sindap                        | - | Surface     | 1.0 | 3.3 | Séoul | Seongdong-gu  |  |  |  |
| 211-3 | Yongdu (Mairie de Dongdaemun) | - | Souterraine | 0.9 | 4.2 | Séoul | Dongdaemun-gu |  |  |  |
| 211-4 | Sinseol-dong                  |   | Souterraine | 1.2 | 5.4 | Séoul | Dongdaemun-gu |  |  |  |
|       |                               |   |             |     |     |       |               |  |  |  |

#### Liste sur branche Sinjeong
L'exploitation de la branche est séparée de la ligne circulaire.
|       |                       |   |     |     |       |              |  |  |  |  |
| 234   | Sindorim              |   | -   | 0.0 | Séoul | Guro-gu      |  |  |  |  |
| 234-1 | Dorimcheon            | - | 1.0 | 1.0 | Séoul | Guro-gu      |  |  |  |  |
| 234-2 | Mairie d'Yangcheon-gu | - | 1.7 | 2.7 | Séoul | Yangcheon-gu |  |  |  |  |
| 234-3 | Sinjeongnegeori       | - | 1.9 | 4.6 | Séoul | Yangcheon-gu |  |  |  |  |
| 234-4 | Kkachisan             |   | 1.4 | 6.0 | Séoul | Gangseo-gu   |  |  |  |  |
|       |                       |   |     |     |       |              |  |  |  |  |